# Тигінський санджак
Тигінський санджак  — адміністративно-територіальна одиниця (санджак) Османської імперії, що була частиною еялету Сілістра. Створено 1566 року. Припинив існування 1812 року.

## Історія
У 1538 році фортецю Тигін (Тягиню) було захоплено османськими військами в князівства Молдавія. Перетворено на нахію в складі Аккерманського санджаку Румелійського бейлербейства. 1566 року під час реформування і утворення елету Сілістрія Тигінське нахіє було перетворено на санджак.
Протягом усього існування головним завданням був захист Дністро-Прутського регіону Османської імперії, прохід до Буджаку. 1595 року в межі санджаку вдерлося козацьке військо на чолі із Северином Наливайком і Григорієм Лободою, які завдали поразки війську санджакбея та тигінських татар, але не змогли захопити фортецю Тигін. У 1621—1637 тут була розташова додаткова резиденція паши, який очолював Очаківський еялет. З 1-ї пол. XVIII ст. санджакбеї додатково отримували ранг паші. Тому з цього часто називають Тигінським (Бендерським) пашаликом.
Особливе значення санджаку і фортеці посилюється з 1735 року, початку черги російсько-османських війн. 1770 року російські війська захопили Тигін, але у 1774 році за умова Кучук-Кайнарджійського миру повернули його Османської імперії. Відповідно відновлено санджак. В наступній війні у 1789 році росіяни знову захопили Тигінський санджак, який утримували під владою до 1791 року. Невдовзі значення фортеці ТИгін зменшелося через зведення російської фортеці Тирасполь на протилежному березі Дністра. 1806 року санджак знову захоплено, а 1812 року за умовами бухаретського мирного договору його остаточно ліквідовано і приєднано до Російської імперії.

## Адміністрація
Основу становила власне фортеця Тигін, де стояла велика залога яничар і спагієв — 470 і 10-15 тис. відповідно у XVII ст.; 18 тис. вояків у сер. XVIII ст. Місто, що сформувалося навколо фортеці, мало великі передмістя. На півдні межував з Хаджибейське нахіє Очаківського санджаку.
До XVIII ст. поділявся на 2 нахіє: Тигін і Каушани. З 1740-х років тигінському паши підпорядковувалася Ханська Україна. З 1771 року до складу санджаку переведено Томбасарське нахіє, в результаті чого утворилося 3 кази: Тигін, Томбасар і Каушан.
Поруч кочували так званні «тигінські» татари, які ймовірно під час атак Тигіна повинні були забезпечувати підтримку яничарської залоги. Склад чиновників складався з бея (з XVIII ст. часто мав рангу трибунчужного паши), яничар-аги, кадія, кавасів, тютюнджі, кафеджі, башчауш, сеіш-баші.

### Відомі санджакбеї
- Мехмед-Емін (?—1770)
- Гасан-паша (?—1806)

## Населення
Основу становили турки і татари, а також різні християнські народи (молдавани, вірмени, болгари, серби, росіяни-старообрядці, українці) та юдеї. В сільській місцевості переважали татари, старообрядці та молдавани. 1806 року в Тигіні мешкало 5981 мусульман і 1900 — християн та юдеїв.